# Mark Shera
Mark Shera est un acteur américain, né le 10 juillet 1949  à Bayonne, New Jersey (États-Unis).

## Filmographie
- 1974 : Nicky's World (TV) : Nicky Kaminios
- 1975 : Section 4 : Dominic Luca
- 1984 : His Mistress (TV) : Jeff Perkins
- 1986 : Blacke's Magic (en) (TV) : Ted
- 1987 : Right to Die (TV) : Roger
- 2002 : Disparition (Taken) (feuilleton TV) : Bruce from Nebraska, radio caller